# Centorisoma subdivitis
Centorisoma subdivitis är en tvåvingeart som beskrevs av Nartshuk 2006. Centorisoma subdivitis ingår i släktet Centorisoma och familjen fritflugor. Inga underarter finns listade i Catalogue of Life.